# Cherapunjee
Cherapunjee ou Cherapunji é uma vila no distrito de East Khasi Hills, no estado indiano de Megalaia.

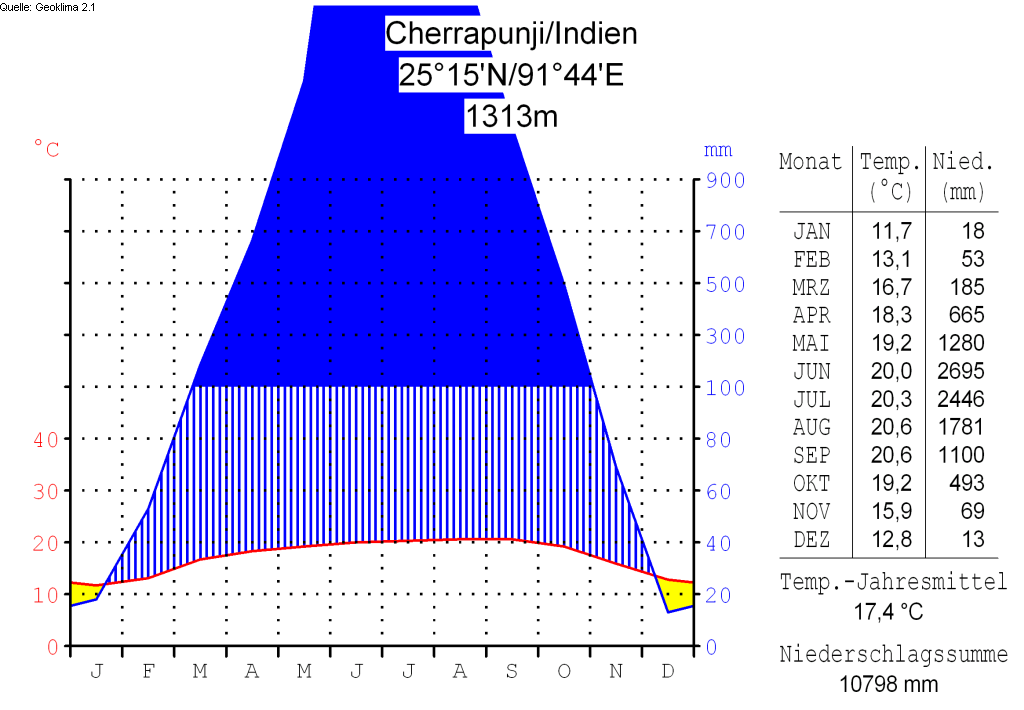
Diagrama climático de Cherrapunjee.

## Demografia
Segundo o censo de 2011, Cherapunjee tinha uma população de 14816 habitantes. Os indivíduos do sexo masculino constituem 49% da população e os do sexo feminino 51%. Cherapunjee tem uma taxa de literacia de 74%, superior à média nacional de 59.5%; a literacia no sexo masculino é de 74% e no sexo feminino é de 74%. 19% da população está abaixo dos 6 anos de idade.
É o local da Terra com maior nível de precipitação, com uma média anual de 11.430 mm.
O livro Guinness dos recordes atribui-lhe duas entradas: o nível mais alto de chuva num só ano: entre Agosto de 1860 e Julho de 1861 acumularam-se 22.987 mm; e só em Julho de 1861 caíram 9299.96 mm, o mês mais chuvoso jamais registado.